# Kwercetyna
Kwercetyna (łac. quercetum ‘las dębowy’) – organiczny, wielopierścieniowy związek aromatyczny pochodzenia roślinnego, zaliczany do flawonoli, mający zastosowanie w lecznictwie. Może występować jako pochodna glikozydowa lub w stanie wolnym.
Do źródeł występowania kwercytyny zaliczają się: cebula, ciemne winogrono, Eriodictyon californicum, gwiazdnica, perełkowiec, wyka, ziele żurawki, ziele śledziennicy, ziele czerwca, owoc migdałecznika chebułowca oraz ziele estragonu, nasiona czarnuszki siewnej.
Najważniejsze glikozydy zawierające kwercetynę to:
- kwercytryna(inne języki)
- izokwercytryna(inne języki)
- rutyna
- hiperozyd(inne języki)
- awikularyna

## Zastosowanie w lecznictwie
Kwercetyna znajduje zastosowanie w lecznictwie. Jest składnikiem wielu preparatów stosowanych pomocniczo w leczeniu alergii różnego pochodzenia w połączeniu z solami wapnia. Wykazuje aktywność przeciwalergiczną i przeciwzapalną poprzez hamowanie enzymów uczestniczących w produkcji leukotrienów i prostaglandyn. Hamuje również uwalnianie histaminy. Może być też stosowana w celu zmniejszenia aktywności hialuronidazy.

### COVID-19
Prace naukowe sugerują, że kwercetyna może zakłócać replikację wirusa powodującego COVID-19.